# Longechenal
Longechenal este o comună în departamentul Isère din sud-estul Franței. În 2009 avea o populație de 15.373 de locuitori.

## Evoluția populației
| An        | 1975 | 1982  | 1990  | 1999   | 2006   | 2009   |
| --------- | ---- | ----- | ----- | ------ | ------ | ------ |
| Populație | 897  | 1.290 | 5.554 | 12.034 | 15.397 | 15.373 |